# Polydesmus margaritaceus
Polydesmus margaritaceus är en mångfotingart som beskrevs av Carl Ludwig Koch. Polydesmus margaritaceus ingår i släktet Polydesmus och familjen plattdubbelfotingar. Inga underarter finns listade i Catalogue of Life.